# Tibor Sekelj
Tibor Sekelj (născut Tibor Székely, n. 14 februarie 1912, Poprad, Austro-Ungaria – d. 20 septembrie 1988, Subotica, Serbia) a fost un scriitor esperantist din secolul al XX-lea.